# Auto Bild
Auto Bild ist eine seit dem 24. Februar 1986 wöchentlich donnerstags erscheinende deutsche Automobil-Zeitschrift des Axel Springer Auto-Verlags mit Redaktionssitz in Hamburg.

## Chefredakteure
- Werner Rudi (1986–1988)
- Peter J. Glodschey (1986–1994)
- Peter Felske (1988–2006)
- Bernd Wieland (2006–2017)
- Tom Drechsler[2] (16. Juni 2017 – Februar 2023)
- Robin Hornig (seit Februar 2023)[3]

## Preisentwicklung
1986 kam Auto Bild mit dem Einführungspreis von 30 Pfennig auf den Zeitschriftenmarkt. Das Blatt etablierte sich in den ersten Jahren zu einem Preis von 1,00 DM. 1999 stand der Preis auf 1,90 DM.
Im Jahr 2007 betrug der Verkaufspreis 1,30 €, das Sondermagazin mit einer beiliegenden DVD wurde für 2,30 € verkauft. Ab dem 1. März 2013 kostete die Zeitschrift 1,70 €, ab November 2014 1,80 €. Mit der Ausgabe vom 18. März 2016 wurde der Verkaufspreis auf 1,90 € erhöht. Ende Dezember 2018 wurde der Preis von 2,00 € auf 2,20 € angehoben. Seit der Ausgabe 51/52 vom 18. Dezember 2019 lag der Preis bei 2,40 €. Im Dezember 2020 wurde der Preis auf 2,50 € erhöht. Mit der Ausgabe 1 vom 5. Januar 2022 stieg der Preis um 20 Cent auf 2,70 €. Ab der Ausgabe 52 vom 29. Dezember 2022 lag der Preis bei 3,00 €. Am 28. Dezember 2023 (Ausgabe 52) wurde der Preis auf 3,30 € erhöht. Zur Nr. 52 vom 27. Dezember 2024 erhöhte sich der Preis um 20 Cent auf 3,50 €.

## Auflage
Auto Bild hat in den vergangenen Jahren erheblich an Auflage eingebüßt. Die verkaufte Auflage ist seit 1998 um 84,1 Prozent gesunken. Sie beträgt gegenwärtig 133.082 Exemplare. Das entspricht einem Rückgang von 703.931 Stück. Der Anteil der Abonnements an der verkauften Auflage liegt bei 34,9 Prozent.
| 1998   | 1999   | 2000   | 2001   | 2002   | 2003   | 2004   | 2005   | 2006   | 2007   | 2008   | 2009   | 2010   | 2011   | 2012   | 2013   | 2014   | 2015   | 2016   | 2017   | 2018   | 2019   | 2020   | 2021   | 2022   | 2023   | 2024   |
| ------ | ------ | ------ | ------ | ------ | ------ | ------ | ------ | ------ | ------ | ------ | ------ | ------ | ------ | ------ | ------ | ------ | ------ | ------ | ------ | ------ | ------ | ------ | ------ | ------ | ------ | ------ |
| 837013 | 806897 | 791817 | 724912 | 700244 | 659937 | 653436 | 600812 | 658848 | 616315 | 618417 | 592245 | 583989 | 539471 | 530752 | 497516 | 461539 | 417093 | 391936 | 346459 | 347312 | 314741 | 264942 | 229737 | 194238 | 163704 | 138793 |

| 1998  | 1999  | 2000  | 2001  | 2002  | 2003   | 2004   | 2005   | 2006   | 2007   | 2008   | 2009   | 2010   | 2011   | 2012   | 2013   | 2014   | 2015   | 2016  | 2017  | 2018  | 2019  | 2020  | 2021  | 2022  | 2023  | 2024  |
| ----- | ----- | ----- | ----- | ----- | ------ | ------ | ------ | ------ | ------ | ------ | ------ | ------ | ------ | ------ | ------ | ------ | ------ | ----- | ----- | ----- | ----- | ----- | ----- | ----- | ----- | ----- |
| 45173 | 60301 | 68300 | 79306 | 89480 | 108530 | 122551 | 134837 | 136666 | 140116 | 133870 | 130866 | 124863 | 122154 | 118213 | 118079 | 108811 | 100285 | 95446 | 89552 | 85649 | 85882 | 80124 | 78071 | 71844 | 58681 | 47185 |

## Produktfamilie
Auto Bild hat inzwischen eine Markenfamilie entwickelt: „Die Gruppe umfasst AUTO BILD, AUTO BILD ALLRAD, AUTO BILD KLASSIK, AUTO BILD MOTORSPORT, AUTO BILD SPORTSCARS, AUTO TEST, zahlreiche Sonderhefte, die digitalen Plattformen www.autobild.de, www.autobild.tv und mobil.autobild.de sowie die AUTO BILD iPad App und die AUTO BILD iPhone App.“ Die Zeitschrift AUTO BILD REISEMOBIL erscheint seit 2016 sechsmal pro Jahr.

### Auto Bild Allrad

Logo von Auto Bild Allrad

Das Magazin ist Europas größte Allrad-Zeitschrift und richtet sich an Offroad-Fans. „Der Leser findet in jeder Ausgabe ausführliche Tests und Fahrberichte, Zubehör-Vorstellungen. Neben der 4×4-Erlebniswelt konzentriert sich der Titel auf die praktischen Dinge des 4×4-Alltags auf der Straße und im Gelände.“ Die Erstausgabe erschien 2002 unter dem Titel Auto Bild alles allrad.

### Auto Bild Klassik

Das Logo der Auto Bild Klassik

Die Zeitschrift erschien erstmals 2007 und bietet Informationen über Klassiker, Oldtimer und Youngtimer. Das Magazin erscheint monatlich.
| 1998 | 1999 | 2000 | 2001 | 2002 | 2003 | 2004 | 2005 | 2006 | 2007 | 2008 | 2009 | 2010   | 2011   | 2012   | 2013   | 2014   | 2015   | 2016  | 2017  | 2018  | 2019  | 2020  | 2021  | 2022  | 2023  | 2024  |
| ---- | ---- | ---- | ---- | ---- | ---- | ---- | ---- | ---- | ---- | ---- | ---- | ------ | ------ | ------ | ------ | ------ | ------ | ----- | ----- | ----- | ----- | ----- | ----- | ----- | ----- | ----- |
|      |      |      |      |      |      |      |      |      |      |      |      | 108191 | 111154 | 116715 | 107686 | 102035 | 104045 | 90018 | 95195 | 78449 | 79080 | 73846 | 64784 | 56943 | 56821 | 47438 |

### Auto Bild Motorsport

Logo von Auto Bild Motorsport

Das Magazin ging aus dem Monatsmagazin Rallye Racing hervor und wurde erstmals 2001 veröffentlicht. Es informierte über die Formel 1, Rundstrecken- und Rallye-Meisterschaften sowie Breitensport inklusive Motorradsport.
Ursprünglich erschien Auto Bild Motorsport als eigenständiges Magazin. Seit Mai 2009 gibt es ein neues Heftkonzept: „Auto Bild Motorsport wird als eigenständiges Produkt und ‚Heft im Heft-Konzeption‘ in AUTO BILD beigeheftet.“ Das Supplement erscheint mit 35 Ausgaben pro Jahr und insbesondere während der deutschen Motorsportsaison (April bis Oktober) wöchentlich. Von 2008 bis 2015 war Olaf Schilling Chefredakteur.

### Auto Bild Sportscars

Logo von Auto Bild Sportscars

Das monatlich erscheinende Magazin befasst sich mit Lifestyle rund um sportliche Autos – von sportlichen Serienautos bis zu hochwertigen Tuningfahrzeugen. Das Magazin erschien erstmals 2001 unter dem Namen AutoBild Test & Tuning.
| 1998 | 1999 | 2000 | 2001 | 2002  | 2003  | 2004  | 2005  | 2006  | 2007  | 2008  | 2009  | 2010  | 2011  | 2012  | 2013  | 2014  | 2015  | 2016  | 2017  | 2018  | 2019  | 2020  | 2021  | 2022  | 2023  | 2024  |
| ---- | ---- | ---- | ---- | ----- | ----- | ----- | ----- | ----- | ----- | ----- | ----- | ----- | ----- | ----- | ----- | ----- | ----- | ----- | ----- | ----- | ----- | ----- | ----- | ----- | ----- | ----- |
|      |      |      |      | 73012 | 58585 | 53278 | 60647 | 64952 | 76761 | 65550 | 63691 | 58581 | 58021 | 68615 | 57827 | 54251 | 55463 | 44217 | 39260 | 35359 | 32490 | 31611 | 26641 | 21344 | 19351 | 18420 |

### Auto Bild Reisemobil
Das Magazin erschien erstmals im April 2014. Pro Jahr werden zehn Ausgaben produziert.
| 1998 | 1999 | 2000 | 2001 | 2002 | 2003 | 2004 | 2005 | 2006 | 2007 | 2008 | 2009 | 2010 | 2011 | 2012 | 2013 | 2014 | 2015 | 2016  | 2017  | 2018  | 2019  | 2020  | 2021  | 2022  | 2023  | 2024  |
| ---- | ---- | ---- | ---- | ---- | ---- | ---- | ---- | ---- | ---- | ---- | ---- | ---- | ---- | ---- | ---- | ---- | ---- | ----- | ----- | ----- | ----- | ----- | ----- | ----- | ----- | ----- |
|      |      |      |      |      |      |      |      |      |      |      |      |      |      |      |      |      |      | 60030 | 34348 | 31069 | 30053 | 28632 | 24790 | 22820 | 15892 | 16788 |

### Auto Test

Das Logo der Auto Test

Auto Test liefert ausführliche Kaufberatungen zu unterschiedlichen Fahrzeugmodellen, einen umfangreichen Service- und Ratgeberteil sowie Vergleichstests aus allen Fahrzeugsegmenten. „Von den neuesten Fahrzeugmodellen bis zu Batteriepflege und den besten Sommerreifen – AUTO TEST, Deutschlands führendes Kaufberatungsmagazin, nimmt alles unter die Lupe.“

### Motor Revue
Das hochwertig gestaltete Magazin erschien erstmals mit Ausgabe 1/2013 vom 7. Dezember 2012. Der Anspruch wird so formuliert: „Elegant, verschwenderisch, kultiviert.“ Name und Logo erinnern an die Zeitschrift Motor Revue, die die Motor Presse Stuttgart bis 1994 herausgegeben hatte.

### Sonderhefte (u.a.)
- Auto Bild Greencars: 2009 auf den Markt gekommenes Tochtermagazin mit Spezialisierung auf umweltfreundliche Autos und Autos mit alternativen Antrieben.
- Auto Bild Tuning: Erstausgabe 2007, Zeitschrift über Tuning, Tuningzubehör und Tuning-Messen.
- Auto Bild TÜV-Report: Das Magazin erscheint jährlich und besteht aus einem Statistikteil, der typische Mängel am Fahrzeug bei der Hauptuntersuchung durch den TÜV für die wichtigsten Fahrzeuge aufzeigt. Ergänzt wird er durch einen Magazinteil, den die Redaktion Auto Bild hauptsächlich aus Zweitverwertungen aus den Magazinen Auto Bild und Auto Bild Klassik erstellt.
- Auto Bild Dauertest: Infos über Dauertestkandidaten
- Auto Bild Caravan: Zeitschrift über Wohnwagen, zwei Mal im Jahr[23]

### Autobild.de

Das Logo von autobild.de

Seit 1995 gibt es den Online-Auftritt autobild.de. Neben zahlreichen Artikeln aus der Printausgabe und den Schwesterblättern gibt es hier auch eigenständig recherchierte Artikel und eine Gebrauchtwagenbörse.
Im Oktober 2009 startete autobild.de eine Kooperation mit Sixt e-ventures: Gemeinsam betreiben die beiden autohaus24.de, ein Neuwagenportal, das Käuferinteressen und Händlerangebote vermittelt, aber selbst keine Autos verkauft.
Laut IVW erreicht autobild.de 18,6 Millionen Seitenbesuche (Stand: April 2016).

### Autobild.tv
2007 ging das Internet-Fernsehangebot autobild.tv mit selbstproduzierten Filmbeiträgen an den Start.

### Auto Bild Mobil
Mit dem speziell für Handys optimierten Portal können autobild.de-Nutzer Informationen zu Autothemen abrufen.

### Auto Bild iPad App
Der vollständige Inhalt der Auto Bild Print-Ausgabe wird in der iPad App durch Videos, Bildergalerien und vergrößerbare Fotos sowie interaktive Elemente ergänzt.

### Auto Bild iPhone App
Auto Bild liefert seine Inhalte auch speziell aufbereitet für das iPhone. Die iPhone App von Auto Bild informiert in den drei zentralen Rubriken News, Tests und Ratgeber. Der Video-Channel zeigt die Tests, Vergleiche und Fahrberichte der Zeitschrift Auto Bild. Zusätzlich gibt es einen Staumelder.

## Auto Bild im Ausland
Auto Bild erschien (Stand 2011) in 34 Ländern:
| - Aserbaidschan: AUTO BILD AZERBAYCAN - Belarus: AUTO BILD BELARUS - Bulgarien: AUTO BILD BULGARIA - China: AUTO BILD CHINA 汽车画刊 - Dänemark: AUTO BILD DANMARK - Estland: AUTO BILD EESTI - Finnland: AUTO BILD SUOMI - Frankreich: AUTO PLUS - Georgien: AUTO BILD GEORGIA - Griechenland: AUTO BILD HELLAS - Großbritannien: AUTO EXPRESS - Indien: AUTO BILD INDIA | - Indonesien: AUTO BILD INDONESIA - Italien: AUTO OGGI - Kroatien: AUTO BLIC - Lettland: AUTO BILD LATVIJA - Litauen: AUTO BILD LIETUVA - Mazedonien: AUTO BILD MAKEDONIJA - Mexiko: AUTO BILD MEXICO - Montenegro: SRBIJA I CRNA GORA - Niederlande: AUTO WEEK - Österreich: AUTO BILD ÖSTERREICH - Polen: AUTO ŚWIAT - Portugal: AUTO FOCO | - Rumänien: AUTO BILD ROMANIA - Schweiz: AUTO BILD SCHWEIZ - Slowenien: AUTO BILD SLOVENIA - Slowakei: AUTO BILD SLOVENSKO - Spanien: AUTO BILD ESPAÑA - Serbien: AUTO BILD SRBIJA I CRNA GORA - Thailand: AUTO BILD THAILAND - Tschechien: AUTO TIP - Türkei: AUTO SHOW - Ukraine: AUTO BILD UKRAINE - Ungarn: AUTO BILD MAGYARORSZAG |

Das Magazin ist die meistverkaufte Autozeitschrift Europas, in Deutschland nur übertroffen durch die zwar auflagenstärkere, aber für Clubmitglieder kostenlos erhältliche ADAC Motorwelt.

## Preise von Auto Bild

### Das Goldene Lenkrad
Das Goldene Lenkrad ist eine der bekanntesten deutschen Auszeichnungen für neue Automodelle. Es wird seit 1976 von der Boulevardzeitung Bild am Sonntag verliehen, seit 2009 in Kooperation mit dem europäischen Teil der Auto-Bild-Gruppe. 2018 wurde die Aktion aufgrund der Ereignisse rund um die Abgasmanipulationen ausgesetzt.

### Sportscars des Jahres
Mit diesem Preis zeichnet Auto Bild Sportscars die Sportwagen des jeweils vergangenen Jahres aus. Der Preis wird jährlich vor der Essen Motor Show vergeben und besteht seit 2002.

### Allrad-Auto des Jahres
Die Auszeichnung Allrad-Auto des Jahres wird jährlich von Auto Bild Allrad vergeben und gilt als die wichtigste Auszeichnung im 4×4-Fahrzeugsegment. „2011 verlieh AUTO BILD ALLRAD die Auszeichnungen in neun Kategorien, die nach Kaufpreis und Fahrzeugkategorien gestaffelt sind. Zuvor bestimmten insgesamt 119.432 Leser online ihre Favoriten.“

### Das Goldene Klassik-Lenkrad
Auto Bild Klassik kürt seit 2010 jährlich die „Klassiker des Jahres“ (Oldtimer und Youngtimer), „Klassiker der Zukunft“ (neue Modellreihen), „Fund des Jahres“, „Restaurierung des Jahres“ und „Person des Jahres“.

### „Die Goldene Möhre“
In der letzten Ausgabe des Jahres verleiht die Zeitschrift die Goldene, Silberne oder Bronzene Möhre an Modelle, die vorzeitig rosten oder Defekte in den Bereichen Mechanik/Elektrik/Elektronik aufweisen. 2010 waren dies der Alfa Romeo 159 (Gold), der BMW Z4 (Silber) sowie der Ford S-Max (Bronze). 2012 waren dies der VW Touran (Gold), der BMW 1er (Silber) und Opel Signum (Bronze). Außerdem gibt es einen Sonderpreis, die „Blech-Möhre“. Die bekamen 2009 der deutsche Autohandel für überteuerte Leasing-Rechnungen und 2012 alle Autohersteller, da (Zitat:) „sie das teure Longlife-Öl vorschreiben, auf wartungsfreie Batterien und Steuerketten verweisen und ihren Kunden das Blaue vom Himmel versprechen. Kommt es dann doch mal zu Schäden, […], wollen viele Hersteller die Kosten nicht übernehmen.“